# Antigua medicina irania

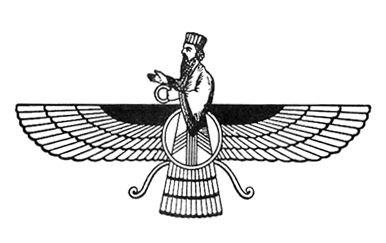
Algunos de los primeros registros de la historia de la medicina del antiguo Irán se pueden encontrar el Avesta, la colección principal de los textos sagrados del zoroastrismo.

La Antigua medicina irania su práctica y su estudio en Persia tiene una historia larga y prolífica. La antigüedad médica iraní ha estado influida por diferentes tradiciones médicas que vinieron de Grecia, de Egipto, de la India y de la China durante más de 4000 años y que se consolidó para formar un núcleo de conocimientos que permitió establecer las bases de la medicina en Europa en el siglo XIII, escuelas iraníes como la Academia de Gundixapur (siglo III), fueron un terreno fértil para los científicos de diferentes civilizaciones. Estos puntales ampliaron con éxito las teorías de sus predecesores y desarrollaron sobremanera su investigación científica durante este periodo de la historia.
En los últimos años, algunos estudios experimentales han evaluado los efectos de la medicina medieval iraní, utilizando métodos científicos modernos. Estos estudios han planteado la posibilidad de reanudar los tratamientos tradicionales basados en la evidencia médica de sus predecesores.

## Contexto histórico

### Era preislámica

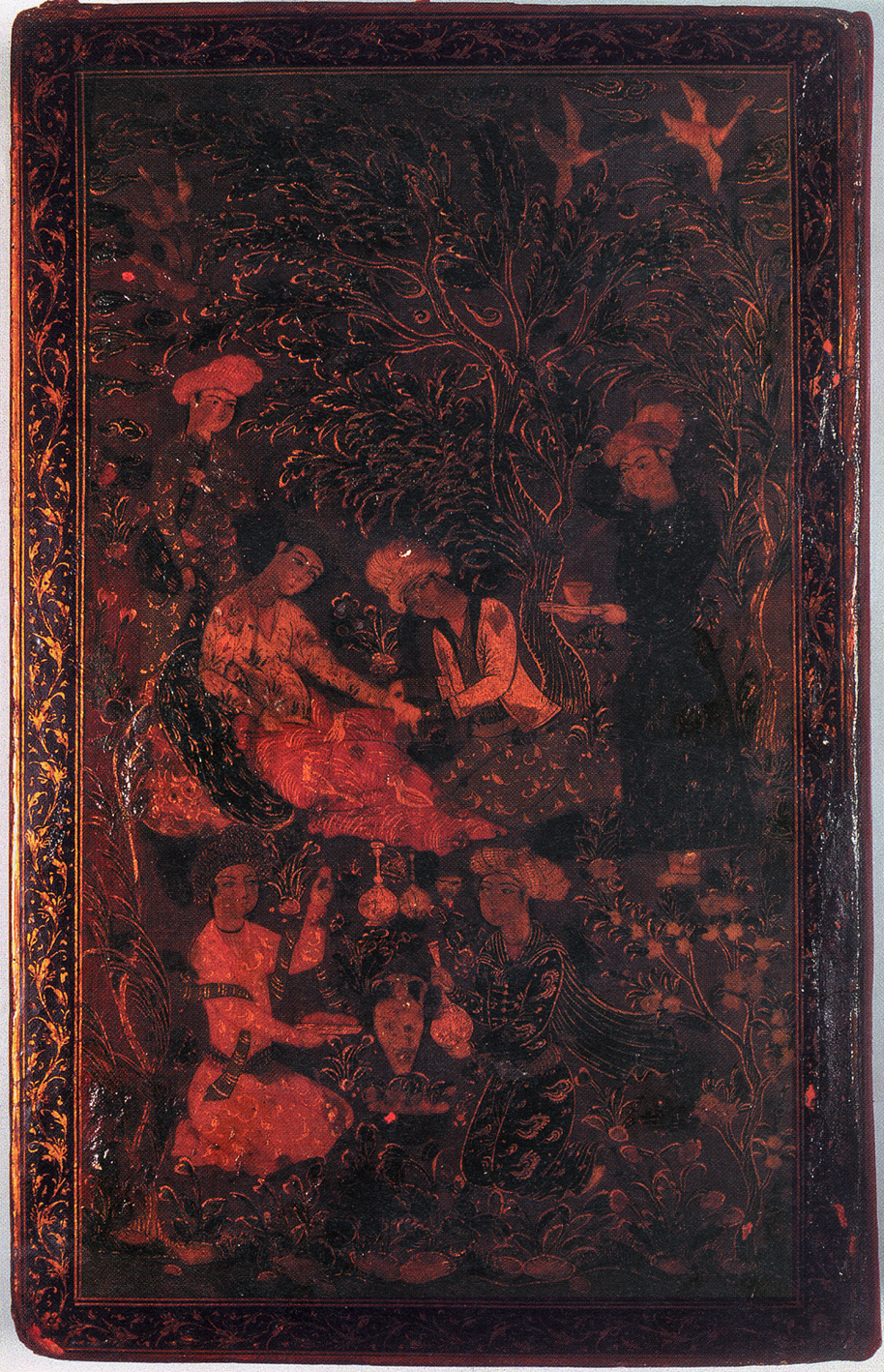
Obra artística lacada, que repenta un médico tomando el pulso de un paciente. A partir de una copia del, del Canon de la médecine de Avicena. Wellcome Library, Londres.

El historial médico de la antigua Persia se puede dividir en tres periodos. El sexto libro del Zend Avesta contiene el primer testigo de la historia médica del antiguo Irán: el Videvdad que dedica la mayor parte de sus capítulos finales a la medicina.
En un pasaje del Videvdad, uno de los textos disponibles del Zend Avesta podían distinguirse tres tipos de tratamiento: la medicina por el cuchillo (cirugía), la medicina por las hierbas (fitoterapia), la medicina por palabras divinas y el mejor tratamiento fue, según el Videvdad, la curación a través de la palabra de Dios: 

De todos los sanadores, Zaratustra Spitama, es decir, de los que cura con el cuchillo, con hierbas o con mantras sagrados, el último mencionado es el más poderoso porque ataca la fuente de la enfermedad.
Ardibesht Yasht.

Aunque el Avesta menciona varios médicos famosos, los profesionales más destacados de Persia eran doctores de una etapa posterior, a saber: Mani , Roozbeh y Buzurgmihr.
El segundo período abarca la época que se conoce como de la literatura Pahlavi, quien sistemáticamente trató el tema de la medicina en un interesante trabajo incorporado a la Enciclopedia Dinkart, que aparece, explicando las diferentes formas y variantes, sobre unas 4.333 enfermedades.
La tercera era, comienza con la dinastía aqueménida y abarca el periodo de Darío I el Grande, cuyo interés en la medicina fue tanto que reconstruyó la escuela de medicina en Sais de Egipto que había sido destruida, restaurando también sus libros y material.
El primer hospital universitario fue la Academia de Gundixapur en el imperio Persa. Algunos expertos van tan lejos como para afirmar que, «el crédito para todo el sistema hospitalario se debe dar a Persia».
De acuerdo con el Videvdad, los médicos, para demostrar su competencia, debían curar tres pacientes de los seguidores de Divyasnan; si fallaban, no podían ejercer la medicina. A primera vista, esta recomendación puede parecer discriminatoria y con base en la experimentación humana. Sin embargo, algunos autores han interpretado que esto significa que, desde el principio, a los médicos se les enseñó a eliminar la barrera mental tanto para el tratamiento de adversarios, como de amigos. Los honorarios del médico para el servicio se basaban en los ingresos del paciente.

### Tras la llegada del Islam

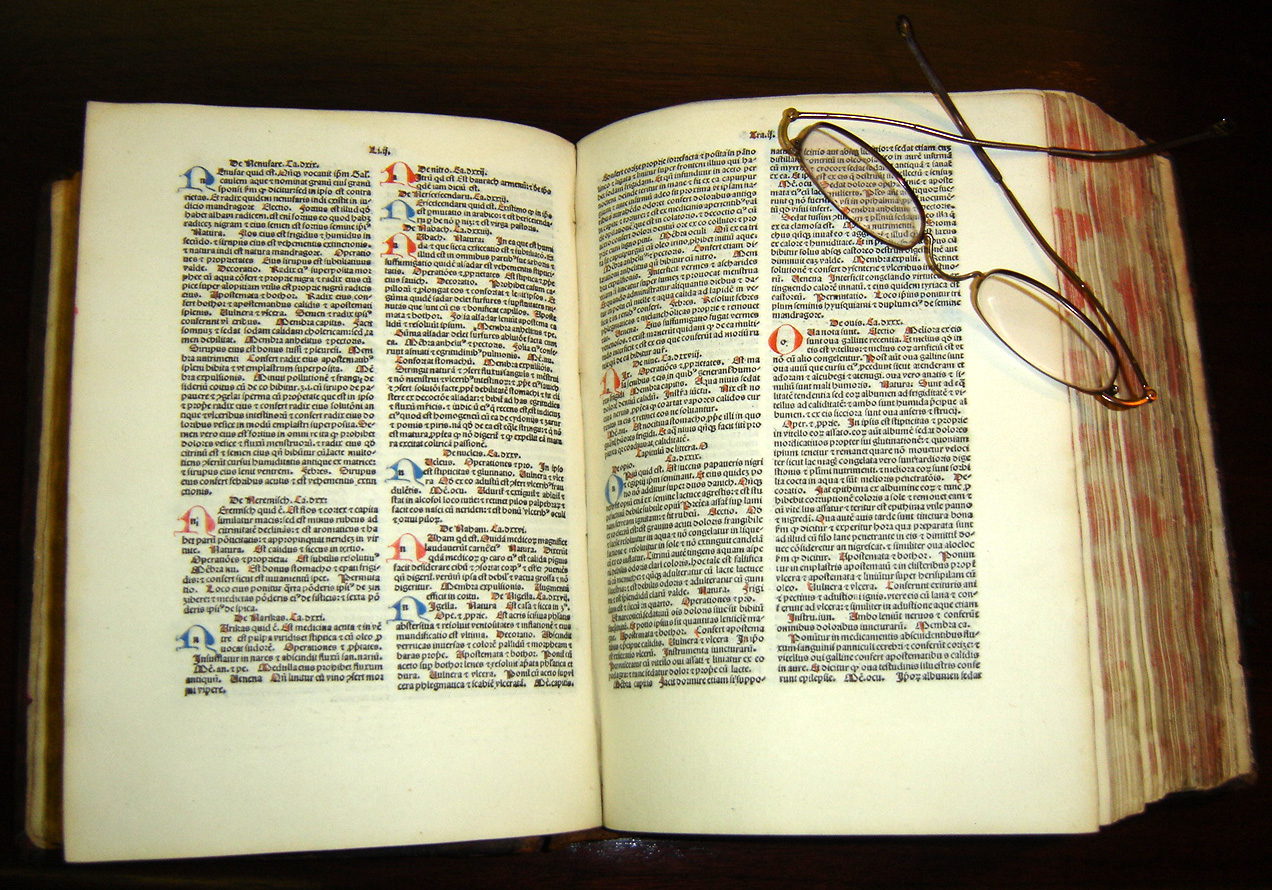
Una traducción al latín del El canon de medicina de Avicenna fecha en 1484.

La ciencia iraní fue interrumpida por la invasión árabe del 630. Muchas escuelas, universidades y bibliotecas fueron destruidas, los libros quemados, y muertos los eruditos. Sin embargo, los científicos iraníes continuaron su actividad y la ciencia de Irán resurgió durante el periodo islámico. Para conservar los libros, muchos en escritura pahlavi fueron traducidos al árabe, y en Irán resaltaron los médicos y científicos como Avicena y Al-Razi, así como los matemáticos Al-Juarismi y Omar Khayyam. Se recogieron de forma sistemática y desarrollaron el patrimonio médico griego antiguo, indio y persa y se hicieron nuevos descubrimientos.
Una de las funciones clave que ejercieron los eruditos iraníes medievales en la ciencia, era la conservación, consolidación, coordinación y el desarrollo de las ideas y el conocimiento de las antiguas civilizaciones. Algunos practicantes iraníes, como Al-Razi y Avicena no únicamente recopilaron el contenido de todo el conocimiento de la medicina de la época, sino también desarrollaron este conocimiento en dar a conocer sus habilidades y observaciones personales relevantes así como los datos de sus experimentos. El Canon de medicina de Avicena y el Kitab al-Hawi de Al-Razi fueron algunos de los textos de referencia utilizados en Occidente en la educación médica del siglo XVIII.
En el siglo X, Al-Razi fue el primero de introducir los experimentos científicamente controlados y observaciones clínicas en el campo de la medicina y el primero de rechazar teorías no comprobadas por experimentación médica. El primer experimento médico realizado por Al-Razi fue hecho a fin de encontrar el lugar más higiénico para construir un hospital, en el siglo X en Bagdad había varios lugares donde se tenían piezas de carne colgadas y enumeró los sitios donde la carne se descomponía menos rápidamente para construir el hospital. En su tratado de medicina, Al-Razi informó casos clínicos de su propia experiencia y observaciones muy útiles de diversas enfermedades. En su obra Dudas sobre Galeno, Al-Razi también fue el primero en demostrar que la teoría de los elementos clásicos de Aristóteles y la teoría de los humores de Galeno eran falsas utilizando el método experimental.
Avicena es considerado el padre de la medicina moderna, por su introducción sistemática de la experimentación y la cuantificación en el estudio de la fisiología. La introducción del ensayo clínico, la experimentación con drogas y una guía de experimentación metodológica precisa para el proceso de descubrir nuevos productos químicos activos en cuanto a la farmacología y verificar su eficacia terapéutica, a su enciclopedia médica, El Canon de medicina (c. 1.020).

## Neurología y neurocirugía
Se puede trazar la historia de la neurociencia en Irán desde el siglo III a. C., cuando se realizó la primera intervención de cirugía craneal en la ciudad Shahr-y Sokhta en el sureste de Irán. Los estudios de los arqueólogos en el cráneo de una niña de trece años de edad y que sufría de hidrocefalia indicaron que se había sometido a una cirugía en el cráneo y que habría sobrevivido al menos seis meses después de la operación.
A partir de varios documentos disponibles complementarios, se puede establecer las definiciones y tratamientos del dolor de cabeza en la Persia medieval. Estos documentos dan información clínica detallada y precisa sobre los diferentes tipos de dolores de cabeza. Los médicos medievales inventariaron varios signos y síntomas, causas aparentes y prescribieron reglas de higiene de los alimentos para evitar dolores de cabeza. Los escritos medievales son a la vez precisos y vivos, y proporcionan una larga lista de sustancias utilizadas en el tratamiento. Muchos enfoques de los médicos de la Persia medieval se aceptan hoy en día, ya que tienen más ventajas que otros y pueden ser útiles para la medicina moderna.
El tratamiento farmacológico de la epilepsia en la medicina del antiguo Irán fue individualizado, incluyendo diversas sustancias, solas o en combinación, con una prescripción de ensayo diferente para cada una de ellas. Los médicos recalcaron la importancia de la dosis, la vía de administración y los horarios para la administración de fármacos. Recientes experimentos con animales confirman el efecto anti convulsivo de algunos de los compuestos recomendados por los médicos iraníes medievales para el tratamiento de la epilepsia.

## Obstetricia y ginecología
En el siglo X la obra literaria Shāhnāmé de Ferdousí describe una cesárea realizada en la princesa Rudaba, hija del rey de Kabul, Mehrab Kaboli, durante la que un vino elaborado por un sacerdote de Zoroastro, se utilizó como anestésico, para causar en la paciente la pérdida de la conciencia durante la cirugía. Aunque en gran parte mítico en el contenido, el pasaje ilustra el conocimiento de la anestesia en la antigua Persia.

## Textos médicos
Los textos médicos más importantes de la antigua medicina irania:
| Nombre (árabe)                | Nombre            | Autor          | Tema                          | Fecha publicación (Siglo) |
| Firdous al-Hikmat             | -                 | Al-Tabari      | Medicina general              | IX                        |
| Barra-assaah                  | -                 | Al-Razi        | Medicina de urgencia          | IX                        |
| Al-Hawi                       | -                 | Al-Razi        | Medicina general              | IX                        |
| Kitab al-Tib al-Mansuri       | -                 | Al-Razi        | Medicina general              | X                         |
| Kitab al-Judari wa al-Hasbaah | -                 | Al-Razi        | Enfermedades infecciosas      | X                         |
| Qhanoon                       | Canon de medicina | Avicenna       | Medicina general              | X                         |
| Resaleh dar Nabz              | -                 | Avicenna       | Enfermedades cardiovasculares | X                         |
| Zhakhireh Kharazmshahi        | -                 | Esmail Jorjani | Medicina general              | X                         |
| Somom                         |                   | Qhortabi       | Toxicología                   | -                         |
| Teb-ol Maleki                 | -                 | Majosi Ahvazi  | Medicina general              | -                         |